# لئونید چرباکوف
لئونید چرباکوف (روسی: Леонид Михайлович Щербаков؛ زادهٔ ۷ آوریل ۱۹۲۷) ورزشکار دو و میدانی اهل اتحاد جماهیر شوروی سوسیالیستی است.
وی در مسابقات کشوری و بین‌المللی در مجموع برندهٔ ۲ مدال طلا، ۱ مدال نقره شده‌است.